# Diana (álbum)
Diana (estilizado diana) es el décimo álbum de estudio de la artista estadounidense Diana Ross. Lanzado en mayo de 1980 por el sello Motown Fue producido por los influyentes músicos de la ola disco de los años 70, Nile Rodgers y Bernard Edwards.
Fue un éxito internacional de ventas y se considera su álbum más vendido a la fecha y el más exitoso de su carrera. Contiene el exitoso sencillo internacional Upside Down, y otros sencillos importantes para la cantante como I'm Coming Out y My Old Piano. Así mismo el álbum encabezó importantes listados en los Estados Unidos, como el Billboard, donde alcanzó el puesto 8.
Como parte de la promoción del álbum, la artista lanzó un año después (1981) el especial televisivo Diana, emitido por la cadena CBS, donde interpretó algunos temas del álbum en compañía de artistas invitados, como su protegido musical Michael Jackson.
En el 2020 el álbum fue incluido en la lista de los 500 mejores álbumes de todos los tiempos, por la revista Rolling Stone, ocupando el puesto 394.

## Lista de canciones

### Lanzamiento original
| Side A |                    |          |  |
| N.º    | Título             | Duración |  |
| 1.     | «Upside Down»      | 4:05     |  |
| 2.     | «Tenderness»       | 3:52     |  |
| 3.     | «Friend to Friend» | 3:19     |  |
| 4.     | «I'm Coming Out»   | 5:24     |  |

| Side B |                        |          |  |
| N.º    | Título                 | Duración |  |
| 1.     | «Have Fun (Again)»     | 5:57     |  |
| 2.     | «My Old Piano»         | 3:55     |  |
| 3.     | «Now That You're Gone» | 3:59     |  |
| 4.     | «Give Up»              | 3:45     |  |

### Versión de lujo (2001 - 2003)
| CD 1 |                                            |          |  |
| N.º  | Título                                     | Duración |  |
| 1.   | «Upside Down»                              | 4:05     |  |
| 2.   | «Tenderness»                               | 3:52     |  |
| 3.   | «Friend to Friend»                         | 3:19     |  |
| 4.   | «I'm Coming Out»                           | 5:24     |  |
| 5.   | «Have Fun (Again)»                         | 5:57     |  |
| 6.   | «My Old Piano»                             | 3:55     |  |
| 7.   | «Now That You're Gone»                     | 3:59     |  |
| 8.   | «Give Up»                                  | 3:45     |  |
| 9.   | «Upside Down» (Original Chic Mix)          | 4:17     |  |
| 10.  | «Tenderness» (Original Chic Mix)           | 5:10     |  |
| 11.  | «Friend to Friend» (Original Chic Mix)     | 3:20     |  |
| 12.  | «I'm Coming Out» (Original Chic Mix)       | 6:01     |  |
| 13.  | «Have Fun (Again)» (Original Chic Mix)     | 7:09     |  |
| 14.  | «My Old Piano» (Original Chic Mix)         | 4:52     |  |
| 15.  | «Now That You're Gone» (Original Chic Mix) | 3:40     |  |
| 16.  | «Give Up» (Original Chic Mix)              | 3:59     |  |

| CD 2 |                                                              |          |  |
| N.º  | Título                                                       | Duración |  |
| 1.   | «Love Hangover» (Extended Alternate Mix)                     | 10:25    |  |
| 2.   | «Your Love Is So Good for Me» (12-Inch Version)              | 6:36     |  |
| 3.   | «Top of the World»                                           | 3:09     |  |
| 4.   | «Lovin', Livin' and Givin'» (Ross Album Remix)               | 5:12     |  |
| 5.   | «What You Gave Me» (12-Inch Version)                         | 6:08     |  |
| 6.   | «You Were the One»                                           | 4:04     |  |
| 7.   | «The Diana Ross & the Supremes Medley of Hits» (12-inch Mix) | 9:59     |  |
| 8.   | «No One Gets the Prize"/"The Boss» (12-Inch Re-Edit)         | 9:41     |  |
| 9.   | «I Ain't Been Licked» (12-inch Mix)                          | 5:18     |  |
| 10.  | «Fire Don't Burn»                                            | 3:26     |  |
| 11.  | «We Can Never Light That Old Flame Again» (Alternate Mix)    | 4:38     |  |
| 12.  | «You Build Me Up to Tear Me Down»                            | 5:42     |  |
| 13.  | «Sweet Summertime Livin'»                                    | 4:25     |  |